# Harangjáték
A harangjáték különböző magasságokra hangolt kis harangokból álló ütőhangszer. Napjainkban többnyire billentyűs változattal készül, a harangokat kis acéllemezek helyettesítik, amelyek egy zongora billentyűzetéhez hasonlóan vannak elrendezve. Régebben kisebb-nagyobb hangolt harangocskák összetételéből állt.
Jellegzetes csilingelő hangjai a leírtnál két oktávval magasabban szólalnak meg.
Kelet-Ázsiában már az ókorban ismerték. Európába feltehetőleg a hollandokkal került be.  Virágzása a barokk korra esik. Hollandia és Belgium templomainak tornyaiban nagyszabású harangjátékok működtek. Nagy részüket óraszerkezettel hajtott henger szólaltatta meg. Németalföldről terjedtek el Angliába, Németországba is.
A 19. század óta gyakran használták a szimfonikus zenekarokban. Itt az előírt harangjátékokat régen kalapáccsal ütött kis acélrudak helyettesítették.

## Alkalmazása híres művekben
- Händel Saul c. oratóriuma
- Gustav Mahler 4. szimfóniája
- Mozart A varázsfuvola című operájának I. felvonásában
- Prokofjev Alekszandr Nyevszkij kantátája
- Prokofjev: Rómeó és Júlia
- Prokofjev: 1. sz. zongoraverseny
- Csajkovszkij Csipkerózsika c. balett
- Csajkovszkij: Capriccio Italien
- Csajkovszkij A diótörő
- Wagner: Az istenek alkonya
- Paul Dukas: A bűvészinas
- Camille Saint-Saëns: Az állatok farsangja (itt gyakran helyettesítik mással)
- Mike Oldfield: Tubular Bells